# Henne (Kitzbüheler Alpen)
Die Henne ist ein 2078 m ü. A. hoher Berg in den Kitzbüheler Alpen in Tirol südlich von Fieberbrunn. Der Berg befindet sich östlich vom Wildseeloder und rahmt mit diesem den Wildsee ein.
Der kürzeste und bequemste Zugang erfolgt in 30 Minuten vom Wildseeloderhaus über die Westflanke. Von Osten führt von der Bergstation des Skilifts Reckmoos ein Klettersteig in verschiedenen Schwierigkeitsvarianten auf den Gipfel.
Der Name Henne ist vermutlich jüngeren Ursprungs, in Landkarten aus dem 17. und 18. Jahrhundert wird der Berg als Mauerackerspitz oder Wildalmberg bezeichnet.